# Ходоровський Георгій Іванович
Георгій Іванович Ходоровський (нар. 28 серпня 1938, Товтри) — український науковець-фізіолог, державний діяч, дипломат. Доктор медичних наук (1988), професор (1988). Перший Надзвичайний та Повноважний Посол України в Республіці Індія (1992—1998). Народний депутат України 1-го скликання (1990—1994). Почесний громадянин Чернівців (2013).

## Біографія
Народився 28 серпня 1938 року в селі Товтри Заставнівського району Чернівецької області.
початку планував стати актором, але вступив до Чернівецького медичного інституту, де не полишав бажання акторської кар'єри та навчався в драматичному гуртку у актора Миколи Шутька. У 1961 з відзнакою закінчив медичний інститут. Учень професора Якова Кіршенблата.
З 1961 по 1969 — аспірант, асистент, доцент Чернівецького державного університету.
З 1969 по 1973 — доцент медичного факультету Замбійського університету, Голова місцевого комітету посольства СРСР в Замбії.
З 1973 по 1987 — доцент, завідувач кафедри фізіології, проректор Чернівецького медичного інституту.
З 1987 по 1990 — радник ректора Кабульського медінституту; керівник групи науково-педагогічних співробітників СРСР в Афганістані; Радник Міністра охорони здоров'я Афганістану; робота в торгпредставництві СРСР в Кабулі.
З 1990 по 1992 — народний депутат України 1-го скликання, голова комісії ВР України у справах жінок, охорони сім'ї, материнства і дитинства.
З 07.1992 по 07.1998 — перший Надзвичайний та Повноважний Посол України в Республіці Індія.
З 1999 року повернувся до наукової діяльності, обійняв посаду професора кафедри нормальної фізіології Буковинського державного медичного інституту, яку вже втретє очолював з 2000 по 2005 роки.
Паралельно з 2003 по 2008 роки — професор кафедри міжнародних відносин Чернівецького національного університету імені Юрія Федьковича, депутат Чернівецької міської ради.
Автор понад 300 наукових робіт, приладу «Рефлексометр Ходоровського», інгалятора-тренажера «Ендогенік-01». Науковий керівник близько 10 кандидатів медичних наук.

## Нагороди
- орден Дружби Народів, дві нагороди Республіки Афганістан.
- медаль «На славу Чернівців»
- почесний громадянин Чернівців (2013)
- почесний професор Буковинського державного медичного університету (2022)